# Adriano Rodoni
Adriano Rodoni, né en 1898 à Milan et mort en janvier 1985, est un dirigeant italien de cyclisme et un ancien président de la Fédération cycliste italienne et de l'Union cycliste internationale de 1958 à 1981.

## Biographie
Sa carrière de directeur sportif a débuté dans les années 1930. Il a notamment dirigé Alfredo Binda.
En 1939, Adriano Rodoni a participé à l'organisation des championnats du monde de cyclisme sur route prévus à Varèse, qui n’ont toutefois pas eu lieu en raison de l'éclatement de la Seconde Guerre mondiale. Au cours de la Seconde Guerre mondiale, il a été élu à deux reprises président de la Fédération cycliste italienne, mais a démissionné. Il est réélu en 1956 et est resté en fonction jusqu'en 1982, réalisant le plus long mandat de la fédération. Il est également vice-président du Comité national olympique italien (CONI). De 1957 à 1981, il est président de l'Union cycliste internationale.
En 1960, il reçoit l'Ordre du mérite patriotique à l'occasion des mondiaux en Allemagne de l'Est. Le journal Radsport s'est montré sceptique face à cet honneur, car Rodoni était connu pour être un partisan de Benito Mussolini. Lors de son élection en tant que président de l'UCI, les journaux italiens avaient publié une photographie dans laquelle Rodoni portait une chemise noire des fascistes italiens.
En 1964, lors des Jeux olympiques d'été de 1964 de Tokyo, le cycliste italien Giovanni Pettenella remporte la médaille d'or en vitesse et l'argent sur le kilomètre. Après la course, le jury a ordonné un contrôle antidopage, empêché par Rodoni. 
La course à étapes italienne, la Semaine cycliste lombarde, est également nommée Mémorial Adriano Rodoni en son honneur.